# Długie odwrócone powtórzenia końcowe
Długie odwrócone powtórzenia końcowe (LRTR) to sekwencje nukleotydów o długości kilkuset kodujących triad zasadowych, obecne na końcach łańcuchów DNA i RNA. Występują u retrowirusów i pozwalają na interkalacje z eukariotycznym DNA. Tak wszczepiony wirusowy gen jest przez komórkę rozpoznawany jako swój, co powoduje, że zostaje on włączony do jej genotypu. Takie fragmenty sekwencji nukleotydów występują m.in. u wirusa HIV.